# Stay Alive
Cet article concerne un film d'horreur sorti en 2006. Pour le jeu de société homonyme, voir Pièges !.
 (mars 2020).
Si vous disposez d'ouvrages ou d'articles de référence ou si vous connaissez des sites web de qualité traitant du thème abordé ici, merci de compléter l'article en donnant les références utiles à sa vérifiabilité et en les liant à la section « Notes et références ».
Pour plus de détails, voir Fiche technique et Distribution.
Stay Alive est un film d'horreur et de suspense réalisé en 2006 par William Brent Bell, sorti en 2006.

## Synopsis
Après la brutale disparition d'un de leurs amis, un groupe d'adolescents se trouve en possession de Stay Alive, un jeu vidéo d'horreur vaguement basé sur la véritable et glaciale histoire d'une femme de la noblesse hongroise du XVIIe siècle, la comtesse Élisabeth Báthory.
Les joueurs ne savent rien de ce jeu, mais ils meurent d'envie d'être les premiers à le découvrir. La frontière entre le monde virtuel et le monde réel disparaît alors. Chacun à leur tour, ils deviennent la proie de l'impitoyable « comtesse sanglante ».

## Fiche technique
- Titre : Stay Alive
- Réalisation : William Brent Bell
- Scénario : William Brent Bell et Matthew Peterman
- Musique : John Frizzell
- Photographie : Alejandro Martínez
- Montage : Harvey Rosenstock
- Production : McG, Matthew Peterman, Peter Schlessel et James D. Stern
- Société de production : Hollywood Pictures, Spyglass Entertainment, Endgame Entertainment, Wonderland Sound and Vision et Stay Alive
- Société de distribution : TFM Distribution (France) et Buena Vista Pictures (États-Unis)
- Pays :  États-Unis
- Genre : Fantastique et horreur
- Durée : 85 minutes (100 minutes en version Director's cut)
- Dates de sortie : 
  -  États-Unis : 24 mars 2006
  -  France : 12 juillet 2006

## Distribution
- Jon Foster (VF : Axel Kiener) : Hutch MacNeil
- Samaire Armstrong (VF : Dorothée Pousséo) : Abigail
- Sophia Bush (VF : Noémie Orphelin) : October Bantum
- Frankie Muniz (VF : Tony Marot) : Swink Sylvania
- Jimmi Simpson (VF : Rémi Bichet) : Phineus Bantum
- Adam Goldberg (VF : Nessym Guetat) : Miller
- Milo Ventimiglia : Loomis Crowley
- James Haven : Jonathan Malkus
- J. Richey Nash : Young
- Maria Kalinina : Élisabeth Báthory